# Grand Forks (Dakota Północna)

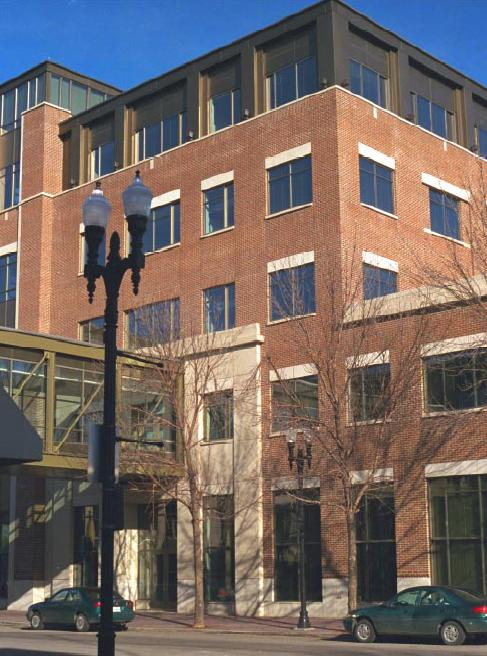
Centrum miasta

Grand Forks – miasto w Stanach Zjednoczonych, w stanie Dakota Północna, siedziba hrabstwa Grand Forks, nad rzeką Red River. W okolicy znajduje się główna baza strategicznych sił jądrowych amerykańskich sił powietrznych, w której stacjonują wielogłowicowe pociski balistyczne klasy ICBM Minuteman III.

## Miasta partnerskie
- Dickinson
- Sarpsborg
- Awano
- Iszym